# Stilobezzia panamensis
Stilobezzia panamensis är en tvåvingeart som beskrevs av Lane och Oswaldo Paulo Forattini 1958. Stilobezzia panamensis ingår i släktet Stilobezzia och familjen svidknott. Inga underarter finns listade i Catalogue of Life.